# Eleição parlamentar na Albânia em 2005
A eleição parlamentar albanesa de 2005 foi realizada em 3 de julho e consistiu no 6º pleito eleitoral realizado no país desde sua redemocratização em 1991.

## Resultados eleitorais
| Partido                           | Partido                                   | Votos     | %     | Cadeiras | +/–  |
| --------------------------------- | ----------------------------------------- | --------- | ----- | -------- | ---- |
|                                   | Partido Democrático da Albânia            | 622 234   | 40.0  | 56       | 10   |
|                                   | Partido Socialista da Albânia             | 538 906   | 30.0  | 42       | 31   |
|                                   | Partido Republicano da Albânia            | 272 746   | 7.9   | 11       | 6    |
|                                   | Partido Social-Democrata da Albânia       | 174 103   | 5.0   | 7        | 3    |
|                                   | Movimento Socialista pela Integração      | 114 798   | 3.6   | 4        | Novo |
|                                   | Novo Partido Democrático da Albânia       | 101 373   | 2.9   | 4        | 1    |
|                                   | Partido Ambientalista Agrário             | 89 635    | 2.9   | 4        | 1    |
|                                   | Partido da Aliança Democrática            | 65 093    | 2.1   | 3        | Novo |
|                                   | Partido da Social Democracia da Albânia   | 57 998    | 1.4   | 2        | Novo |
|                                   | Partido da Unidade pelos Direitos Humanos | 56 403    | 1.4   | 2        | 1    |
|                                   | Partido Democrata Cristão da Albânia      | 44 576    | 1.4   | 2        | Novo |
|                                   | União Democrata Liberal                   | 14 418    | 0.7   | 1        | Novo |
|                                   | Independentes                             | 16 077    | 0.7   | 1        | 1    |
| Total de votos válidos            | Total de votos válidos                    | 1 366 506 | 97.78 | –        | –    |
| Votos inválidos (brancos e nulos) | Votos inválidos (brancos e nulos)         | 31 013    | 2.22  | –        | –    |
| Total de votos registrados        | Total de votos registrados                | 1 397 519 | 100   | –        | –    |
| Eleitorado apto a votar           | Eleitorado apto a votar                   | 2 848 144 | 49.07 | –        | –    |

## Repercussão e análise
Liderado pelo ex-presidente Sali Berisha, o Partido Democrático da Albânia (PDSh), principal partido de oposição ao governo socialista de Fatos Nano, sagrou-se vencedor do pleito ao conquistar 40% dos votos válidos, elegendo uma maioria relativa de 56 deputados.
Com 30% dos votos válidos, o então governista Partido Socialista da Albânia (PSSh) obteve uma pesada derrota eleitoral com uma diminuição significativa de sua bancada parlamentar, o que inviabilizou sua continuidade no governo.

### Formação de governo
Diante do fato de que nenhuma das forças políticas obteve maioria absoluta das cadeiras do Parlamento da Albânia, o presidente da República à época, Alfred Moisiu, incumbiu o PDS a formar o novo governo. Após negociações para a composição dos ministérios com o Partido Republicano da Albânia (PRSh) e o Novo Partido Democrático (PDR), que juntos elegeram 15 deputados, uma nova coalizão governista de centro-direita foi formada e Sali Berisha foi oficialmente indigitado como o novo primeiro-ministro da Albânia.